# ورم دموي
التورم الدموي (بالإنجليزية: Hematoma أو Haematoma)‏ هو مصطلح طبى يصف تجمعاً موضعياً للدم خارج الأوعية الدموية ويكون عادةً بصورته السائلة متخللاً الأنسجة. بينما الكدمة هي تجمعٌ دموعىٌ تزيد مساحته عن 10 ملم. يختلف النزيف الداخلى عن التورم الدموى في أنه انتشار لسائل الدم متخللاً عظم الجمجمة أو البطن بينما التورم الدموى يتخلل أنسجة العضلات ذاتها. كما أنه مختلف تماماً عن ورم وعائي دموي وهو ورم حميد بشكل زيادة غير طبيعية في عدد الأوعية الدموية في الجلد أو أعضاء داخلية أخرى.

## تقديم
بدأ استخدام المصطلح الإنجليزي (Haematoma)) حوالي عام 1850.و تعود جذور الكلمة إلى اللاتينية. يحدث التورم الدموي خلال أنسجة العضلات ؛ بينما يتحول بعضها إلى كتل صلبة تحت سطح الجلد بسبب محدودية حركة سائل الدم بمساحات الأنسجة العضلية أو تحت الجلدية المفصولة عن بعضها بالأغشية اللفافية المغلفة للعضلات.هذه آلية تشريحية رئيسية تمنع الجروح من خسارة كمية كبيرة من الدماء عند النزف. في معظم الحالات تذوب كُتَلُ الدمِ الذي يشكل التورُّمَ الدمويَّ من تلقاء نفسها؛ بينما قد تظل على حالها أو حتى يزيد حجمها في حالاتٍ أخرى و حينها تحتاجُ إلى التدخل الجراحى. يتكرر حدوثُ الورم الدموي عند تعاطي الهيبارين عن طريق الحقن في العضل و لتفادى ذلك يتم حقنه وريدياً أو تحت الجلد.
إذا حدثَ تباطؤ في عملية إعادة امتصاص الورم الدموي قد يؤدي إلى انتشار خلايا الدم المتحللة ؛ و الهيموجلوبين خلال النسيج الضام فمن جرحَ قاعدةَ إبهامه-على سبيل المثال-ينتشر الورم الدموي الناتج عن الجرح في خلال أسبوع إلى كامل إصبعه.و العامل الرئيسي في هذه العملية هو الجاذبية.
الأورام الدموية إذا أصابت المفاصل قد تقلل من حركتها و تسبب أعراضاً قريبةً من الكسور، و في معظم الحالات تساعد التمارين و يساعد تحريك العضلة المصابة في إعادة الدم المتورم بعضلة معينة إلى تيار الدم بالشرايين و الأنسجة.

## تصنيف

### حسب النوع
-ورم دموي تحت الجلد.
-ورم دموي بعظام الجمجمة على اختلاف أنواعه.
-ورم دموي محيط بغضروف الأذن: و يؤدي إلى الإصابة بالأذن القرنبيطية.
-ورم دموي شرجى محيط بفتحة الشرج.
-ورم دموي تحت الظفر.

### حسب الدرجة
-حبرة أورامٌ دمويةٌ دقيقة فطرُ كلٍّ منها أقل من 3ملم.
-أورام أرجوانية أرجوانية اللون دائرية قطرُ كلٍّ منها حوالى 1سم.
-كدمة ورم دموي تحت جلدي ؛ قد يكون أزرقَ أو أسودَ يزيدُ قطرها عن السنتيمتر الواحد.